# Paraoroides unistilus
Paraoroides unistilus is een vlokreeftensoort uit de familie van de Aoridae. De wetenschappelijke naam van de soort is voor het eerst geldig gepubliceerd in 1910 door Stebbing.